# Piano Phase
Piano Phase is een compositie voor twee pianos (of één piano met een bandrecorder) van de Amerikaanse componist Steve Reich uit 1967. Het minimalistische stuk maakt gebruik van de phasing-techniek welke Reich ontwikkelde, waarin de tweede partij na een aantal maten herhaling vertraagd wordt in tempo, totdat het één tel achterligt en weer op het reguliere tempo wordt gespeeld.

## Compositie
Het stuk bestaat uit drie motieven, elk met een andere maatsoort. Het eerste motief is geschreven in 12/4, het tweede in 8/4 en het derde in 4/4.
Hoewel het stuk strikt gezien 32 maten bevat worden de maten veelal 16 tot 32 maal herhaald. De 'phasing'-stukken tussen sommige maten worden in de eerste partij 4 tot 18 maal herhaald, afhankelijk van de plaats in het stuk en voorkeuren van de spelers. 
In de bladmuziek staat ook de specifieke opstelling vermeld voor piano's tijdens een uitvoering.  Zo moeten de twee piano's loodrecht op de kijkrichting van het publiek staan, op zo'n manier dat de spelers elkaar tijdens de uitvoering kunnen aankijken. Zo'n zelfde opstelling is ook van kracht bij marimba's, waar wordt aangeraden om het stuk een octaaf lager te spelen.

## Uitvoeringen

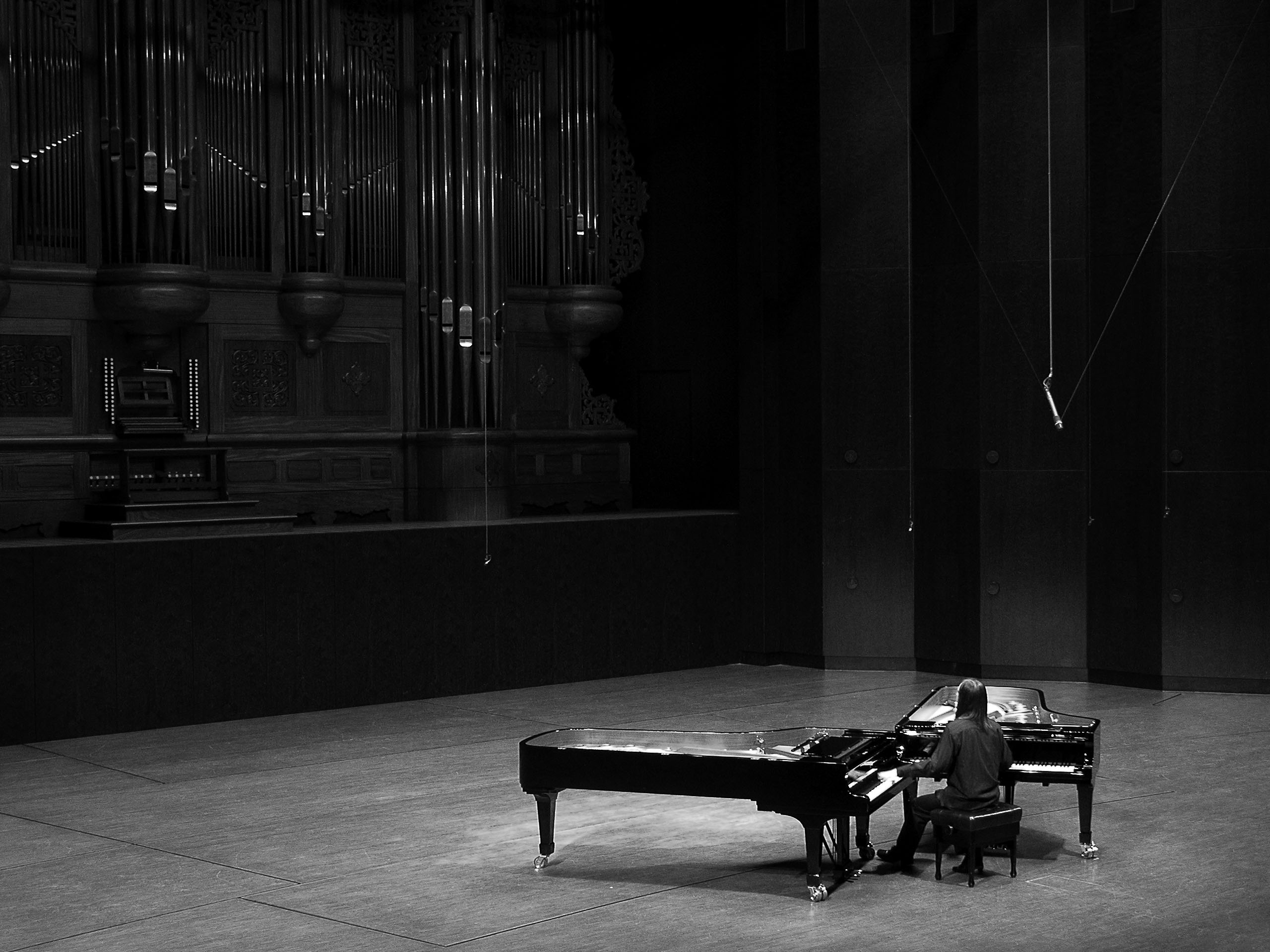
Een solo-uitvoering van het stuk in 2005 door Peter Aidu

Reich speelde het stuk voor piano en een bandrecorder, maar schreef het voor twee piano's. (uitvoeringsgeschiedenis, marimbas en elektronische piano's)
De eerste solo-uitvoering van het stuk werd opgevoerd in 2004 door de Amerikaan Rob Kovacs aan het Baldwin Wallace Conservatory of Music in Berea (Ohio). Met de linkerhand speelde Kovacs de eerste partij op één vleugel, met zijn rechterhand de tweede partij op een andere, met zijn rug naar het publiek. Na dat Piano Phase gespeeld was, werd ook Music for 18 Musicians uitgevoerd. Steve Reich zelf was ook aanwezig bij de uitvoering.
Op 28 februari 2016 gaf de Iraniër Mahan Esfahani een uitvoering van het stuk op de klavecimbel in de Philharmonie van Keulen. Deze uitvoering bevatte barokke werken van Bach en Vivaldi, maar ook moderne stukken van Górecki en Reich. Na ongeveer 3 à 4 minuten tijdens het spelen van Piano Phase werd er geklapt vanuit het publiek, na een minuut gevolgd door gejoel en boegeroep. Tijdens de tiende minuut onderbrak Esfahani zijn spel en sprak het publiek aan op hun gedrag met de vraag "What are you afraid of?". Hierna werd het concert gestopt.